# 臺南市私立華濟永安高級中學
臺南市私立華濟永安高級中學，簡稱華濟中學、永安高中，位於臺灣臺南市東山區。因為受到少子化的影響，該校已經停辦，2022年6月教育部國教署令學校需完成解散的法律程序。

## 校史
- 1969年（民國58年）：私立莒光高級工商職業學校成立；機工科、製圖科 、電工科、幼保科設立。
- 1990年（民國79年）：核准更改名為私立永安工業家事職業學校。
- 1991年（民國80年）：改為私立永安高級中學。設有普通科、護理科、觀光事業科。
- 1998年（民國87年）：華濟醫院集團接手更改校名為華濟永安高級中學，設有普通科、護理科、復健科、商業美容科、餐飲管理科、資訊科及照顧服務科。
- 2014年（民國103年）：華濟永安高中已連續兩年停招，103學期起停辦，已與匈牙利德布勒森醫學大學合作，轉型為該校台灣分校，第一批招收13名學生，全數學生已前往匈牙利上課，校長莊宇文說，校方決定跨出去，繼續從事文教服務。
- 2015年（民國104年）1月：該校在中華民國教育部高中學校評鑑獲得四個四等，被列入輔導對象，禁止增加招生名額。[7]

## 校長
| 任期 | 姓名   | 任職日期 | 離職日期 |
| ---- | ------ | -------- | -------- |
| 1    | 李瑞忠 | 1991年   | 1999年   |
| 2    | 黃君五 | 1999年   | 2003年   |
| 3    | 李尤苓 | 2003年   | 2005年   |
| 4    | 蘇敬仲 | 2005年   | 2005年   |
| 5    | 黃君五 | 2005年   | 2009年   |
| 6    | 陳昭江 | 2009年   | 2013年   |
| 7    | 鄭富家 | 2013年   | 2013年   |
| 8    | 莊宇文 | 2013年   | 2022年   |

## 科系
- 高職部
  - 餐飲管理科
  - 幼兒保育科
  - 醫學美容科
- 進修學校
  - 餐飲管理科
  - 照顧服務科
- 實用技能班
  - 餐飲管理科

## 校園
- 西側樓
- 水程樓

## 外部連結
- 私立華濟永安高中